# Área metropolitana de Harrisonburg
El Área Estadística Metropolitana de Harrisonburg, VA MSA, como la denomina la Oficina del Censo de los Estados Unidos, es un Área Estadística Metropolitana centrada en la ciudad de Harrisonburg, estado de Virginia, en Estados Unidos. Su población según el censo de 2010 es de 125.228 de habitantes, convirtiéndola en la 306.º área metropolitana más poblada de los Estados Unidos.

## Composición
El área metropolitana está compuesta por 1  ciudad independiente y 1 condado, junto con su población según los resultados del censo 2010:
- Ciudad de Harrisonburg  – 48.914 habitantes
- Condado de Rockingham – 76.314 habitantes

## Principales ciudades del área metropolitana
Ciudad principal o núcleo
- Harrisonburg

Otras comunidades
- Bridgewater
- Broadway
- Dayton
- Elkton
- Grottoes
- Massanutten
- Mount Crawford
- Timberville